# Finale del campionato NFL 1951
La finale del campionato NFL 1951 è stata la 19ª del campionato della NFL. La gara si tenne il 23 dicembre 1951 al Memorial Coliseum di Los Angeles tra Cleveland Browns e Los Angeles Rams. Questa fu la prima finale ad essere trasmessa in tutti gli Stati Uniti: DuMont Network ne acquistò i diritti per 95.000 dollari. La partita fu decisa da un passaggio da touchdown da 73 yard da Norm Van Brocklin a Tom Fears che portò il risultato sul definitivo 24-17. Questo rimase l'ultimo titolo per i Rams fino al Super Bowl XXXIV, 48 anni dopo.

## Marcature
- RAM – TD, Hoerner su corsa da 1 yard (extra point trasformato da Waterfield) 7–0 LA
- CLE – FG, Groza da 52 yard 7–3 LA
- CLE – TD, Jones su passaggio da 17 yard di Graham (extra point trasformato da Groza) 10–7 CLE
- RAM – TD, Towler su corsa da 1 yard (extra point trasformato da Waterfield) 14–10 LA
- RAM – FG, Waterfield da 17 yard 17–10 LA
- CLE – TD, Carpenter su corsa da 5 yard (extra point trasformato da Groza) 17–17 PARI
- RAM – TD, Fears su passaggio da 73 yard di Van Brocklin (extra point trasformato da Waterfield) 24–17 LA